# ハリケーン (1979年の映画)
『ハリケーン』（原題：Hurricane）は、1979年制作のアメリカ合衆国の映画。
ジョン・フォードがジェームズ・ノーマン・ホールとチャールズ・ノードホフの小説を原作に制作した1937年の映画のリメイク。ディノ・デ・ラウレンティス製作。

## あらすじ
1920年代の南太平洋・サモアのパゴパゴ島に、ブルックナーが新しい総督として赴任してきた。
同行してきた総督の娘シャーロットは現地人の青年マタンギと知り合い、彼に好意を寄せる。マタンギは別の島の王子で、王位を継ぐために島に帰っていった。
しばらくして、シャーロットは総督と共に島を訪れ、王となったマタンギに再会した。2人はたちまち激しい恋に落ちるが、マタンギには既にモアナという婚約者がおり、その恋は許されぬものであった。
モアナが2人の親密な仲を知り自殺してしまった事で、マタンギは流刑に処せられる事になったが、彼はシャーロットと共に脱走する。
その頃、島にハリケーンが迫ってきた。総督はじめ多くの人々がその犠牲となるが、シャーロットとマタンギはかろうじて生き残ったのだった。

## キャスト
| 役名             | 俳優                     | 日本語吹替                                                                                |
| 役名             | 俳優                     | 日本テレビ版                                                                              |
| ---------------- | ------------------------ | ----------------------------------------------------------------------------------------- |
| シャーロット     | ミア・ファロー           | 倉野章子                                                                                  |
| マタンギ         | デイトン・ケイン         | 田中秀幸                                                                                  |
| ブルックナー総督 | ジェイソン・ロバーズ     | 大木民夫                                                                                  |
| ジャック         | ティモシー・ボトムズ     | 松橋登                                                                                    |
| ダニエルソン医師 | マックス・フォン・シドー | 西田昭市                                                                                  |
| マローン神父     | トレヴァー・ハワード     |                                                                                           |
| モアナ           | アリロー・テクラレール   |                                                                                           |
| 不明 その他      |                          | あずさ欣平 平林尚三 大久保正信 屋良有作 峰恵研 広瀬正志 国坂伸 小宮和枝 加川三起 円福恵子 |
|                  |                          |                                                                                           |
| 演出             | 演出                     | 福永莞爾                                                                                  |
| 翻訳             | 翻訳                     | 吉田由紀子                                                                                |
| 効果             | 効果                     | 南部満治/大橋勝次                                                                         |
| 調整             | 調整                     | 中村修                                                                                    |
| 制作             | 制作                     | ザック・プロモーション                                                                    |
| 解説             | 解説                     | 水野晴郎                                                                                  |
| 初回放送         | 初回放送                 | 1981年11月11日 『水曜ロードショー』                                                       |

## ソフト化の概要
日本では東北新社から字幕版VHSがリリースされたが、2024年現在では廃盤となっている。また、DVD・Blu-rayも発売されておらず、視聴困難な作品である（ただし、海外ではDVDがリリースされている）。